# Israel Dagg

a Compétitions nationales et continentales officielles uniquement.

b Matchs officiels uniquement.
Dernière mise à jour le 10 juillet 2019.
Israel Dagg, né le 6 juin 1988 à Marton (Nouvelle-Zélande), est un joueur international néo-zélandais de rugby à XV évoluant aux postes d'ailier ou d'arrière.
D'origine maori, il a remporté la Coupe du monde 2011.

## Biographie
Né à Marton, Israel Dagg fait ses études secondaires à Lindisfarne College, un lycée situé à Hastings.
En avril 2006, il est le second joueur du lycée à rejoindre la province de Hawke's Bay qui participe à la Air New Zealand Cup, après Danny Lee. En 2008, il est retenu avec les Highlanders pour disputer le Super 14.
En 2010, il rejoint les Crusaders et fait ses débuts avec l'équipe de Nouvelle-Zélande de rugby à XV le 22 juin 2010 contre l'Irlande.
Malgré une blessure en mars 2011, il se rétablit et participe au Tri-nations 2011. Il est intégré dans la liste de trente joueurs destinés à participer à la Coupe du monde de rugby à XV 2011. Lors du tournoi, il dispute 5 matchs et marque 5 essais dont le premier de la compétition contre les Tonga et deux essais contre l'Équipe de France dans la phase de poules. Positionné à l'arrière à la place de Mils Muliaina, il impressionne par ses crochets qui déstabilisent les défenses,, la précision de son jeu au pied et sa présence à la réception des chandelles. Critiqué par les médias néo-zélandais en raison d'une virée nocturne dans un bar avec son coéquipier Cory Jane, il livre une excellente prestation en demi-finale contre l'Australie,. Les All Blacks remportent le titre et Dagg est considéré comme l'un des meilleurs joueurs de la compétition,,.
En décembre 2014, il épouse sa compagne de longue date, Daisy Aitken.
Malgré les éloges reçus lors de la Coupe du monde 2011, il n'est pas retenu par Steve Hansen, le sélectionneur des All Blacks pour disputer la Coupe du monde de rugby à XV 2015.
En 2016, il est sélectionné en équipe nationale pour le Rugby Championship, que son pays remporte en gagnant toutes ses confrontations,. De plus, la Nouvelle-Zélande égalise le record de matchs remportés d'affilée toutes compétitions confondues avec dix-sept succès lors de la dernière journée où elle bat largement l'Afrique du Sud 57 à 15, chez elle à Durban.

## Statistiques en équipe nationale
De 2010 à 2017, Israel Dagg compte 66 sélections avec les All-Blacks, inscrivant 138 points, soit 26 essais, deux pénalités et une transformation. Avec les Kiwis, il dispute une Coupe du monde en 2011. Il participe à deux éditions du Tri-nations en 2010, 2011 et à six éditions du The Rugby Championship en 2012, 2013, 2014, 2015, 2016 et 2017.

## Palmarès

### En franchise
- Finaliste du Super Rugby en 2011 et 2014 avec les Crusaders.
- Vainqueur du Super Rugby en 2017 et 2018 avec les Crusaders.

### En équipe nationale
- Vainqueur du Tri-nations/Rugby Championship en 2010, 2012, 2013, 2014, 2016 et 2017 avec l'équipe de Nouvelle-Zélande.
- Vainqueur de la Coupe du monde en 2011 avec l'équipe de Nouvelle-Zélande.